# Wellington Range
Die Wellington Range ist ein Gebirgszug im Südosten des australischen Bundesstaates Tasmanien. Er besteht hauptsächlich aus Diabas und zeigt Hinweise auf frühere Vergletscherung. Die wichtigsten Gipfel sind der Mount Wellington, die Collins Cap, das Collins Bonnet bei Myrtle Forest, der Trestle Mountain, der Mount Marian, der Mount Charles und der Mount Patrick bei Middle Hill. Die Wellington Range ist Teil der Wellington Park Reserve, eines staatlichen Schutzgebietes.

## Flora und Fauna
Die Wellington Range beherbergt über 500 typische Pflanzenarten, obwohl es sich größtenteils bereits um eine alpine Region handelt. Das Gebirge gehört zur South-East Tasmanian Important Bird Area, die von BirdLife International erklärt wurde, weil das Gebiet wichtig für die Erhaltung einer Reihe von Waldvögeln, wie z. B. der gefährdete Schwalbensittich und der Tasmanpanthervogel (Pardalotus quadragintus), ist.